# 加利西亞峰

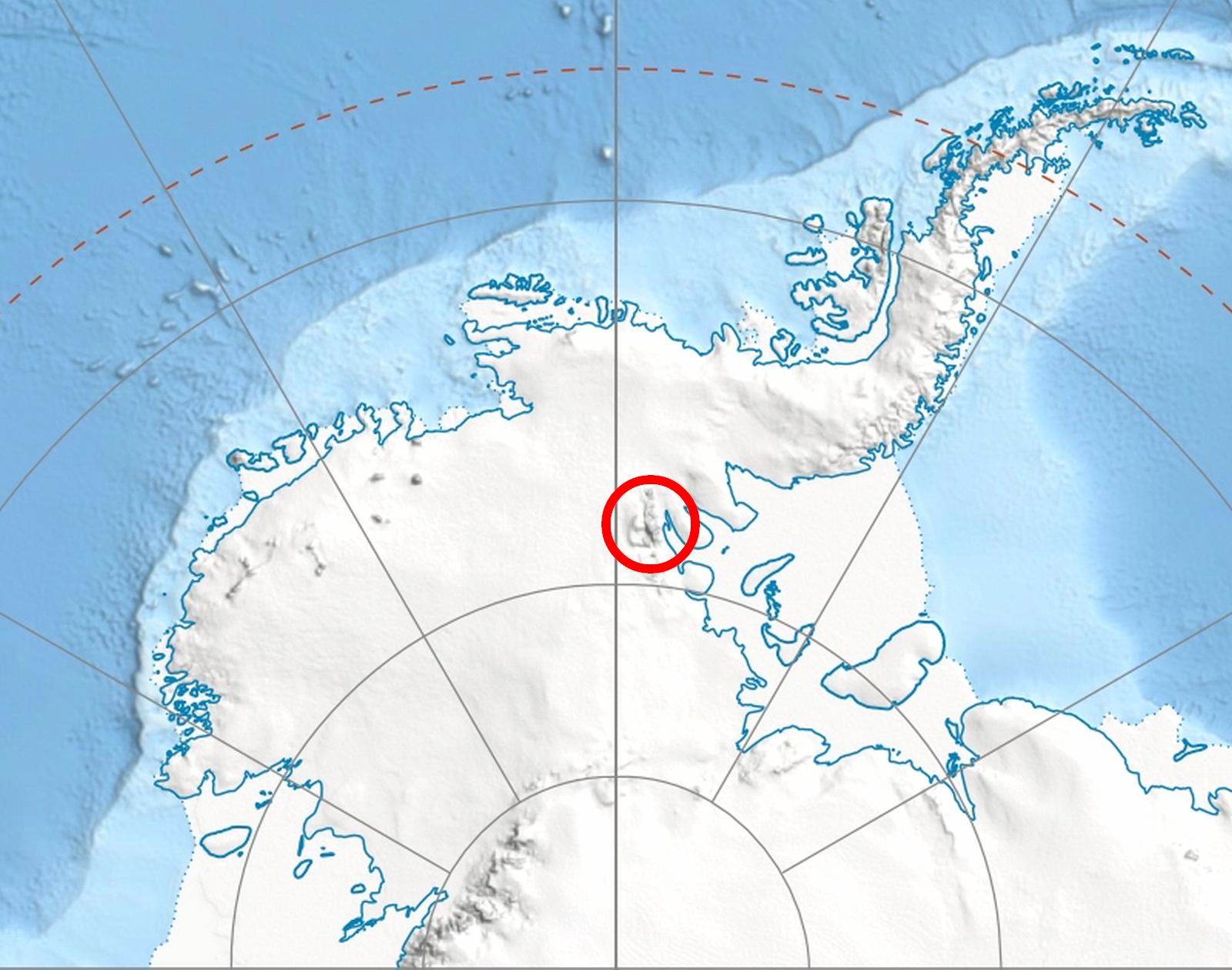

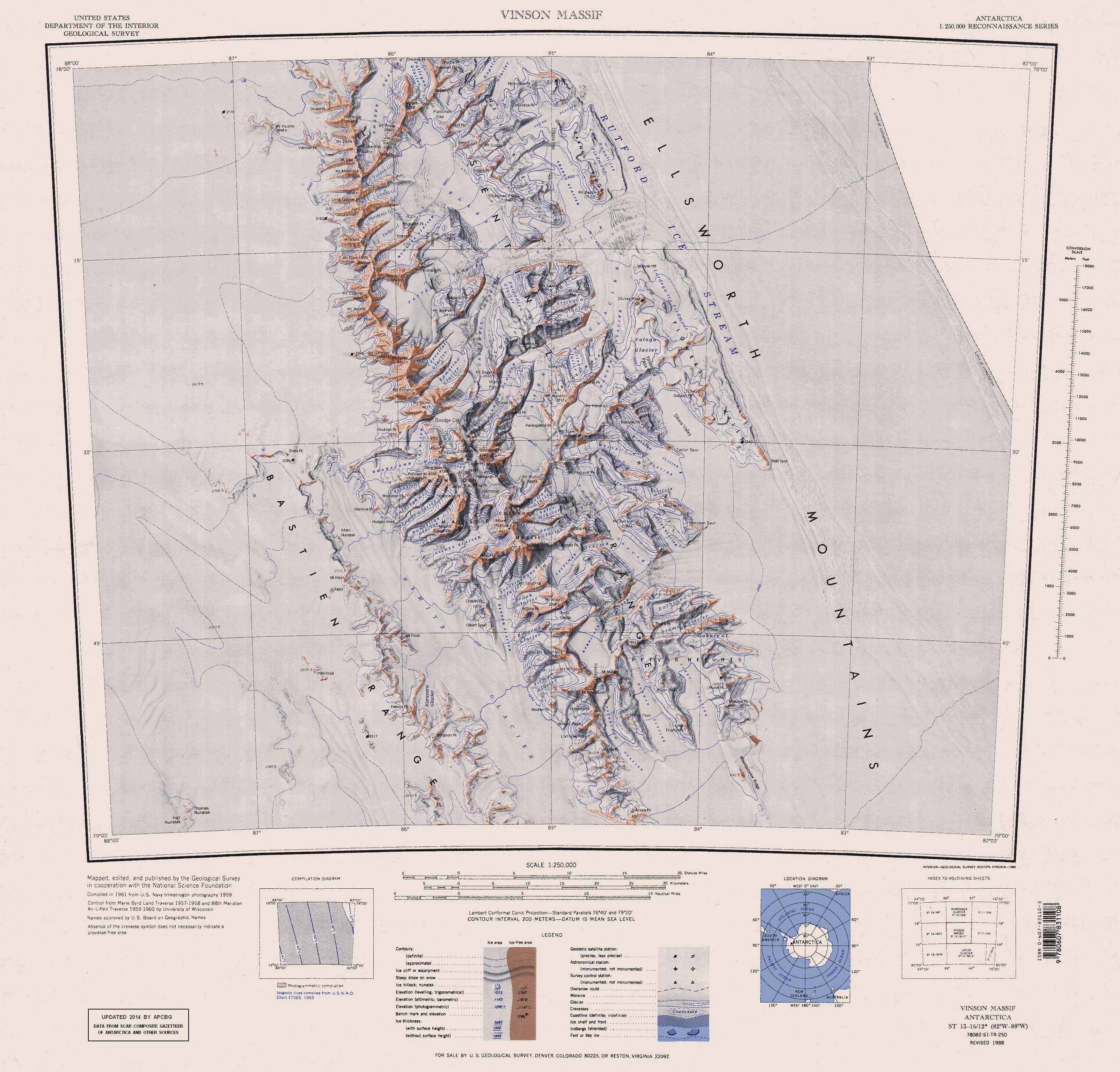

加利西亞峰（英語：Galicia Peak），是南極洲的山峰，位於埃爾斯沃思地，處於欣山以南5.02公里、布蘭斯科姆峰以北0.84公里和克努岑峰東南面5.5公里，屬於文森山的一部分，海拔高度4,500米，現時由南極條約體系管理。